# راشيل كوري

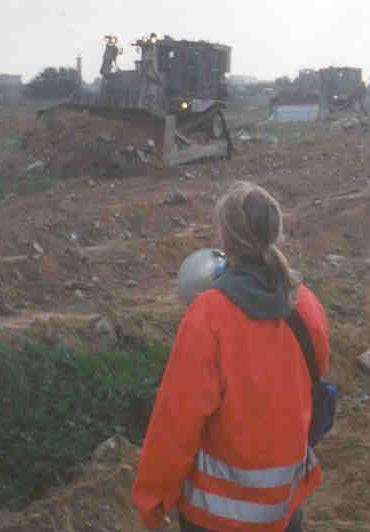
راشيل كوري

راشيل كوري (بالإنجليزية: Rachel Corrie) هي أمريكية من مواليد 10 أبريل 1979 وقد قتلت بتاريخ 16 مارس 2003. وهي عضوة في حركة التضامن العالمية (ISM) وسافرت لقطاع غزة بفلسطين أثناء الانتفاضة الثانية حيث قتلت على يد الجيش الإسرائيلي عند محاولتها إيقاف جرافة عسكرية تابعة للقوات الإسرائيلية كانت تقوم بهدم مباني مدنية لفلسطينيين في مدينة رفح في قطاع غزّة.
ملابسات حادثة وفاة راشيل ليست موضع جدل، حيث أكد شهود عيان للواقعة (صحافيين أجانب كانوا يغطون عملية هدم منازل المواطنين الفلسطينيين) بأن سائق الجرافة الإسرائيلية تعمد دهس راشيل والمرور على جسدها بالجرافة مرتين أثناء محاولتها لإيقافه قبل أن يقوم بهدم منزل لمدنيين. في حين يدعي الجيش الإسرائيلي أن سائق الجرافة لم يستطع رؤية راشيل.

الواقع الحقيقي هو ما كانت تريد ملامسته الناشطة الاجتماعية أميركية الجنسية راشيل كوري، لتنقله عبرها إلى العالم. 

اعتقد أن أي عمل أكاديمي أو أي قراءة أو أي مشاركة بمؤتمرات أو مشاهدة أفلام وثائقية أو سماع قصص وروايات، لم تكن لتسمح لي بإدراك الواقع هنا، ولا يمكن تخيل ذلك إذا لم تشاهده بنفسك، وحتى بعد ذلك تفكر طوال الوقت بما إذا كانت تجربتك تعبر عن واقع حقيقي.

هذا بعض ما كتبته راشيل في رسالتها الأخيرة لأهلها في الولايات المتحدة. كأنها كانت تريد شيئاً أكثر من وجودها ونشاطها مع <<هيئة التضامن من أجل الشعوب>> داخل الأراضي الفلسطينية المحتلة. كأنها كانت تعتقد أن استشهادها سيؤكد للعالم معنى المأساة التي يعيشها الفلسطينيون ومعنى التعذيب اليومي الذي تمارسه قوات الاحتلال الإسرائيلية عليهم.

## نشأتها
ولدت كوري في 10 أبريل 1979، ونشأت في أولمبيا بولاية واشنطن، في الولايات المتحدة. كانت أصغر ثلاثة أطفال لكريج كوري، الذي كان مدير تنفيذي في شركة تأمين، وسيندي كوري. تصف سيندي أسرتها بأنهم «أميركيون عاديون، وليبراليون سياسيًا، ومحافظون اقتصاديًا، وهم من الطبقة الوسطى».
بعد تخرجها من مدرسة كابيتال الثانوية، التحقت كوري بالكلية الحكومية إيفير غرين، الموجودة في أولمبيا أيضًا، حيث درست عددًا من مواد الفنون. توقفت لمدة عام عن دراستها للعمل كمتطوعة في فيلق الحفاظ على ولاية واشنطن. أمضت ثلاث سنوات تقوم بزيارات أسبوعية للمرضى العقليين، وفقًا لحركة التضامن العالمية (آي إس إم).
أثناء وجودها في كلية إيفير غرين الحكومية، أصبحت «ناشطة سلام ملتزمة» منظمتًا فعاليات السلام من خلال مجموعة محلية مؤيدة لحركة التضامن الدولية تدعى «أوليمبيون من أجل السلام والتضامن». انضمت لاحقًا إلى منظمة حركة التضامن الدولية (آي إس إم) من أجل تحدي سياسات الجيش الإسرائيلي في الضفة الغربية وقطاع غزة. في سنتها الأخيرة، اقترحت برنامجًا لدراسة مستقلة تسافر فيه إلى غزة، وتنضم إلى المتظاهرين من حركة التضامن الدولية، وتبدأ مشروع «مدينة شقيقة» بين أوليمبيا ورفح. وقبل مغادرتها، نظمت أيضًا برنامج أصدقاء المراسلة بين الأطفال في أولمبيا ورفح.

## نشاطاتها في الأراضي الفلسطينية
أثناء وجودها في رفح، وقفت كوري أمام الجرافات المدرعة، في محاولة مزعومة لعرقلة هدم المنازل التي زعمت (آي إس إم) استمرار تنفيذه. كانت عمليات الهدم تكتيكًا شائعًا استُخدم على طول الطريق الأمني بالقرب من الحدود بين إسرائيل ومصر في رفح للكشف عن الأجهزة المتفجرة وتدمير الأنفاق التي يستخدمها الفدائيون لتهريب الأسلحة من مصر إلى غزة. هذه العمليات العسكرية تعرضت لانتقادات ووصفت بأنها «عقاب جماعي» من قبل بعض جماعات حقوق الإنسان. قالت السلطات الإسرائيلية إن عمليات الهدم ضرورية لأن «المسلحين الفلسطينيين استخدموا الأبنية كغطاء لإطلاق النار على قواتهم التي كانت تقوم بدوريات في المنطقة، أو لإخفاء أنفاق تهريب الأسلحة تحت الحدود بين غزة ومصر». كانت كوري عضواً في مجموعة تتكون تقريبًا من ثمانية نشطاء من خارج الأراضي الفلسطينية الذين حاولوا منع أنشطة الجيش الإسرائيلي من خلال العمل كدروع بشرية.
في الليلة الأولى لكوري هناك، أنشئت هي واثنان من أعضاء حركة التضامن الدولية معسكرًا داخل القطاع جاي، والذي وصفته (آي إس إم) بأنه «حي مكتظ بالسكان على طول الخط الوردي وهدف متكرر لإطلاق النار من قبل برج مراقبة إسرائيلي». عبر وضع أنفسهم على نحو ظاهر بين الفلسطينيين والقناصة الإسرائيليين المتمركزين في أبراج المراقبة، كانوا يأملون في وقف إطلاق النار من خلال عرض لافتات تفيد أنهم «دوليون». عندما أطلق الجنود الإسرائيليون طلقات تحذيرية، فككت كوري وزملاؤها خيمتهم وغادروا المنطقة.
أشار قشطة، وهو فلسطيني يعمل مترجمًا فوريًا بأن: «فترة أواخر يناير وفبراير كانت فترة مجنونة للغاية. كانت هناك عمليات هدم للمنازل في جميع أنحاء الشريط الحدودي ولم يكن للنشطاء وقت لفعل أي شيء آخر تجاه ذلك». قشطة ذكر أيضًا لنشطاء حركة التضامن الدولية: «لم يكونوا شجعانًا فحسب، بل كانوا مجانين». تعرض المتظاهرون للخطر في كثير من الأحيان خلال هذه المواجهات، أصيب أحد المشاركين البريطانيين بشظايا أثناء استرجاعه لجثة رجل فلسطيني قتل برصاص قناص، وحصلت أيضًا مواجهة قريبة بين ناشط إيرلندي من حركة التضامن الدولية مع جرافة مدرعة.
عبر المقاتلون الفلسطينيون عن قلقهم من أن «الأجانب» الذين يقيمون في الخيام بين أبراج المراقبة الإسرائيلية والأحياء السكنية سوف يقعون في مرمى النيران المتبادلة، بينما شعر السكان الآخرون بالقلق من أن النشطاء ربما يكونون جواسيس. لتبديد هذه الشكوك، تعلمت كوري بضع كلمات من اللغة العربية وشاركت في محاكمة صورية تدين «جرائم إدارة بوش». على الرغم من تقديم الطعام والسكن في نهاية المطاف لأعضاء (آي إس إم)، عُممت رسالة في رفح أثارت الشكوك حولهم: «من هم؟ لماذا هم هنا؟ من طلب منهم المجيء إلى هنا؟». في صباح اليوم الذي ماتت فيه كوري خططوا لمواجهة آثار الرسالة. وفقًا لأحدهم، «شعرنا جميعًا أن دورنا كان سلبيًا للغاية. تحدثنا عن كيفية مواجهة الجيش الإسرائيلي».

## أسطول الحرية ومركب راشيل كوري
كانت إحدى مراكب أسطول الحرية التي كانت تستهدف ماوصفه بكسر الحصار على قطاع غزة من قبل إسرائيل ولكن سبب تأخرها عنهم يعود لأسباب فنية أدي لمزيد من الشهرة لهذه المركب والتي سميت باسم راشيل كوري خاصةً بعد هجمات القوات البحرية الأسرائيلية على الأسطول والذي أدى إلى مقتل 19 شخصا يقال بأنهم ناشط حقوقى.
المركب الأيرلندية متجهه الآن إلى قطاع غزة وتكتسب المزيد من الأهتمام الأعلامي عن باقي الأسطول ودعم من حكومة أيرلندا خوفاً على مواطينيها على متن المركب.

## القضاء الإسرائيلي يبرّئ الجيش من قتل الناشطة كوري
ردت المحكمة المركزية الإسرائيلية في مدينة حيفا يوم الثلاثاء 28/8/2012 الدعوة القضائية التي رفعتها عائلة الناشطة الأمريكية راشيل كوري التي قتلت عام 2003 على حدود قطاع غزة، وبهذا القرار فقد برأت المحكمة الجيش الإسرائيلي من المسؤولية عن قتلها.
وكانت عائلة راشيل كوري قد رفعت قبل عامين ونصف دعوة قضائية ضد وزارة الجيش الإسرائيلي على مقتل راشيل وفقا لما نشر موقع صحيفة “معاريف”، وأصدرت المحكمة اليوم حكمها برفض هذه الدعوة وتبرئة الجيش من مقتلها.
يشار إلى أن الجيش الإسرائيلي فتح تحقيقا في مقتل الناشطة التي حاولت منع تقدم جرافة إسرائيلية بالقرب من مدينة رفح، وقد أفاد سائق الجرافة في التحقيق أنه لم يستطيع مشاهدتها وأنه من غير الممكن مشاهدة الناشطة التي القت بنفسها أمام الجرافة، وقد أغلق المدعي العام في الجيش الإسرائيلي الملف بعد مرور 3 شهور على مقتلها تحت مبررات عدم وجود دلائل تعمد قتلها، وبنفس الوقت صحة الشهادة التي قدمها سائق الجرافة الإسرائيلية.
وقد التقى الأسبوع الماضي السفير الأمريكي في إسرائيل دانيال شفيرو عائلة راشيل كوري بحضور القنصل الأمريكي العام وأثنين من كبار الدبلوماسيين الأمريكان، حيث وضح السفير للعائلة موقف الإدارة الأمريكية الذي يعتبر التحقيق الإسرائيلي في مقتل راشيل كوري لم يكن كافيا.
اودعمت وزارة الخارجية الأمريكية موقف عائلة راشيل كوري.

## ردود الفعل

### ردود الفعل السياسية

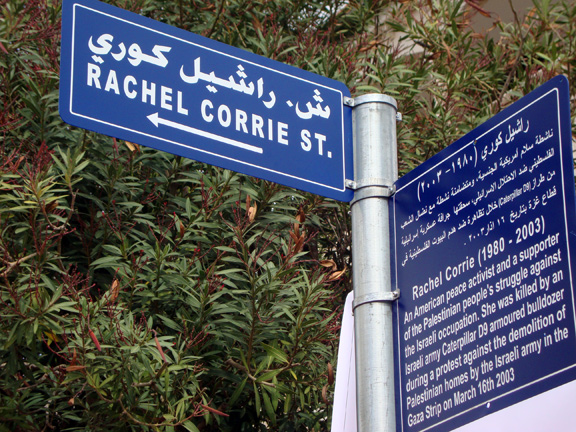
لافتة شارع راشيل كوري في رام الله

قدّم النائب الأمريكي براين بيراد في مارس 2003 مشروع قرار في الكونغرس الأمريكي يقضي بمطالبة الحكومة الأمريكية باجراء تحقيق كامل في مقتل الناشطة كوري، لكن مجلس النواب لم يحرك ساكناً بهذا الشأن. انضم والدا الناشطة كوري إلى النائب بيراد في حملة الضغط على الحكومة من أجل فتح تحقيق.
عبّر الرئيس الفلسطيني الراحل ياسر عرفات عن أسفه لمقتل الناشطة كوري، ووعد بتسمية شارع في رام الله على اسمها، ويُذكر أن الرئيس عرفات أخبر والدة كوري أن ابنتها أصبحت ابنة كل الفلسطينيين.

## وصلات خارجية
- راشيل كوري على موقع IMDb (الإنجليزية)
- راشيل كوري على موقع ميوزك برينز (الإنجليزية)
- راشيل كوري على موقع إن إن دي بي (الإنجليزية)
- موقع راشيل كوري التذكاري(بالإنجليزية)
- فيديو لراشيل في طفولتها
- صفحه كلنا راشيل كوري علي الفيس بوك  على فيسبوك.